# Grisel
Grisel es un municipio español de la provincia de Zaragoza, en la comunidad autónoma de Aragón y en la Comarca de Tarazona y el Moncayo.

## Geografía
Su término municipal tiene una superficie de 14.51 km² con una población empadronada de 67 habitantes (INE 2014) y una densidad de 4,62 hab./km², está situada a 5 km al sur de Tarazona y a 80 km de Zaragoza y situada a 625 m s. n. m., a los pies del monte de la Diezma (antiguamente llamada la Ciesma).
Al sur de Grisel se halla el monte de la Diezma, que alberga varios aerogeneradores, desde el que se pueden observar unas espectaculares vistas de toda la comarca. El monte ha sido utilizado para usos agrícolas (como puede observarse por la existencia de terrazas en la ladera norte, para aprovechar al máximo el terreno) y ganaderos. En los últimos años, se han realizado repoblaciones forestales a base de pino, carrasca y coscoja.
A unos 20 km se encuentra, además, el Moncayo, un conjunto montañoso declarado parque natural donde se puede tanto hacer escalada, como pasar un tranquilo día con la familia.

## Historia
Grisel fue un núcleo de población principalmente musulmana hasta el siglo XVI, momento en el que se fuerza la conversión de estos a la religión cristiana. Un siglo después esta población (llamada moriscos), es expulsada de los reinos de España por los diversos conflictos y revueltas en los que se había visto envuelta. De esta forma, Grisel queda prácticamente despoblado y solo consigue recuperarse lentamente, a pesar de los esfuerzos repobladores.
En el siglo XX, la despoblación atacó ferozmente muchos pueblos, incluido este que pasó de 500 habitantes a principios de siglos, a la mitad en 1960 y poco más de la décima parte actualmente.
La asociación cultural La Diezma lleva a cabo diversas actividades para revitalizar la vida del pueblo.

## Demografía
Grisel cuenta con una población de 96 habitantes (INE 2024).
| Gráfica de evolución demográfica de Grisel entre 1842 y 2021 |
| |
| Población de derecho según los censos de población del INE Población de hecho según los censos de población del INEEn este censo se denominaba Grisel y Samagos: 1842 |

## Economía
La economía del pueblo está basada en el parque eólico y en pequeños negocios locales como una casa de turismo rural, dos bares y una piscina climatizada.

## Administración y política
| Período   | Alcalde                 | Partido      |  |
| --------- | ----------------------- | ------------ |  |
| 1979-1983 | Jesús Magallón Zatorre  | UCD          |  |
| 1983-1987 |                         |              |  |
| 1987-1991 |                         |              |  |
| 1991-1995 |                         |              |  |
| 1995-1999 |                         |              |  |
| 1999-2003 |                         |              |  |
| 2003-2007 |                         | PP           |  |
| 2007-2011 | José María Miranda Peña | PP           |  |
| 2011-2015 | Javier Martínez Durán   | PP           |  |
| 2015-2019 | Javier Martínez Durán   | PP           |  |
| 2019-2023 | Javier Martínez Durán   |              |  |
| 2023-2027 | Javier Martínez Durán   | CS-TÚ ARAGÓN |  |

| Partido político    | Partido político                                   | 2003   | 2007   | 2011   | 2015   | 2019   | 2023   |
| Partido político    | Partido político                                   | Ediles | Ediles | Ediles | Ediles | Ediles | Ediles |
|                     | Partido Popular de Aragón (PP)                     | 1      | 1      | 2      | 3      | 3      | —      |
|                     | Partido de los Socialistas de Aragón (PSOE-Aragón) | —      | —      | 1      | —      | —      | —      |
|                     | Partido Aragonés (PAR)                             | —      | —      | —      | —      | —      | —      |
|                     | Chunta Aragonesista (CHA)                          | —      | —      | —      | —      | —      | —      |
|                     | Tú Aragón                                          | —      | —      | —      | —      | —      | 3      |
| Total de concejales | Total de concejales                                | 1      | 1      | 3      | 3      | 3      | 3      |

## Patrimonio y lugares de interés

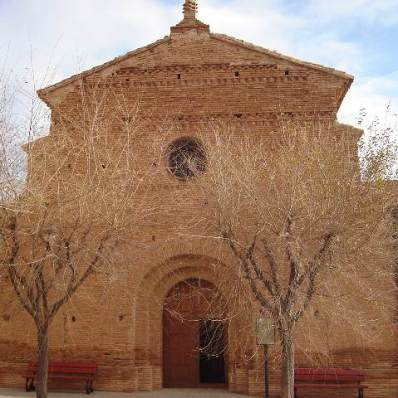
Iglesia parroquial de la Asunción de Grisel.

- La iglesia parroquial es del siglo XVI, es de estilo mudéjar y está dedicada a la Asunción.

- El pueblo conserva un castillo del siglo XV, que ha sido restaurado por un particular y es sede de la asociación de Amigos de los Castillos de Aragón. Falta por restaurar su muralla circundante, para lo cual es necesaria la intervención del ayuntamiento de la localidad.

- En los alrededores se encuentra la ermita de Samangos (antiguo núcleo de población musulmana, desaparecido en el siglo XVI).

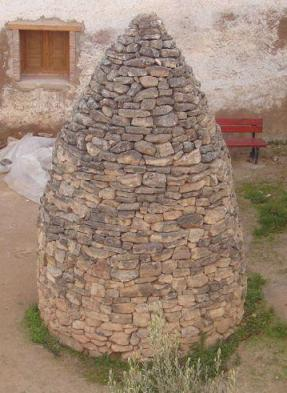
Reconstrucción de casilla de pico en Grisel.

- En los campos de los alrededores se pueden hallar casillas de pico (la mayor parte en mal estado de conservación), que no son más edificaciones en piedra construidas en los campos de labranza por los agricultores para protegerse de las inclemencias del tiempo. Detrás de la iglesia del pueblo se puede encontrar la reconstrucción de una de estas casillas.

- El pozo de los Aines, es una sima caliza de más de 15 metros de diámetro con sus paredes recubiertas de una frondosa vegetación producida por el efecto del agua subterránea cuyo origen legendario se sitúa en el siglo XVI, cuando se hundió el terreno por el que estaba trabajando un morisco en el día de Santiago. Se atribuyó a una venganza divina. Por las especiales condiciones de humedad y temperatura alberga un pequeño ecosistema de gran interés.

## Fiestas
- San Jorge, 23 de abril

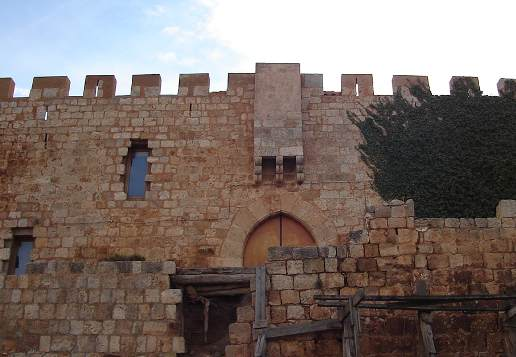
Castillo de Grisel.

- Asunción de María y San Roque, 15 y 16 de agosto
- Fiesta mayor: 24 de septiembre.

En las fiestas era costumbre celebrar el tradicional Dance. Este Dance ha sido recuperado, gracias al trabajo de la Asociación Cultural La Diezma y ha vuelto a ser representado el 23 de abril de 2006.